# Olympic Pool Montreal
Der Olympic Pool ist eine Schwimmhalle in der kanadischen Stadt Montreal.

## Geschichte
Nachdem Montreal 1970 den Zuschlag für die Olympischen Sommerspiele 1976 erhalten hatte, begannen Ende April 1973 begannen die Bauarbeiten für den Olympiapark. Da Montreal keine Schwimmhalle besaß, die den Standards der FINA entsprach, wurde mit dem Olympic Pool im Olympiapark eine neue Halle errichtet. Während den Spielen konnten bis zu 10.000 Zuschauer die Wettkämpfe im Schwimmen, Wasserball und Wasserspringen sowie dem Schwimmen im Modernen Fünfkampf in der Halle verfolgen. Von den 10.000 Plätzen wurden nach den Spielen 7000 temporäre Plätze wieder entfernt. Heute ist die Schwimmhalle für die Öffentlichkeit nutzbar.